# Zwei Freunde in Preußen
Zwei Freunde in Preußen, auch Freunde in Preußen oder: Ob ein edler Jude etwas Unwahrscheinliches sei ist ein Spielfilm des ZDF und des Fernsehens der DDR von Rolf Busch aus dem Jahr 1981.

## Handlung
Im Jahr 1749 beginnt der zwanzigjährige Gotthold Ephraim Lessing mit den Proben zu seinem neuen Stück Die Juden auf der Bühne Caroline Neubers in Leipzig. Für die Prinzipalin, die von allen nur die „Neuberin“ genannt wird, ist es ein risikoreiches Unterfangen, denn das Stück verspricht nicht gerade ein Erfolg zu werden. Vor allem wird angezweifelt, dass ein Jude als Held vom Publikum akzeptiert wird, Auch Lessings Vater sperrt sich gegen die Aufführung, denn er würde seinen Sohn viel lieber beim Studium an der Universität sehen. Jedoch will der junge Dramatiker mit seinem Lustspiel ein Zeichen setzen. In einer Zeit, die für bekennende Angehörige des mosaischen Glaubens nur Verachtung und Verfolgung bedeutet. Juden dürfen nur bestimmte Berufe ausüben und werden mit Sonderabgaben belegt, sie genießen weder Freizügigkeit noch Zugang zur akademischen Bildung. Es kommt jedoch nicht zur Aufführung, da die Schauspieler sich mit der Begründung weigern, dass ein edler Jude eher etwas Unwahrscheinliches sei.
1743 kommt der gebürtige Dessauer Moses Mendelssohn nach Berlin und wohnt völlig verarmt in der Dachkammer der Familie Bamberger. Seine Hauptaufgabe sieht er darin, sich neben seinen Talmudstudien weiteres weltliches Wissen und fremde Sprachen anzueignen. Im Jahr 1750 erlässt König Friedrich II. ein „Revidiertes General-Privileg“, welches den Aufenthalt der Juden in Berlin regelt. Diese Regelung ist durch die jüdische Selbstverwaltung durchzusetzen. So müssen alle Juden, die ohne Arbeit sind, die Stadt verlassen, worunter auch Mendelssohn fällt. Während dieser sich, trotz Verfolgung von einer judenfeindlichen Meute, auf dem Weg zu dem Schutzjuden und Seidenhändler Bernhard Isaak befindet, durchsuchen bereits zwei Büttel seine Dachbehausung und wollen ihn aus Berlin verweisen. Da er von Frau Bamberger gewarnt wird, seine Unterkunft in ihrem Haus noch einmal zu betreten, da er dort bereits erwartet wird, nimmt er das Angebot Bernhards an, dessen vier Kinder als Hauslehrer zu unterrichten und in seinem Hause zu wohnen. Später übernimmt er auch noch die Buchhaltung in der neugegründeten Seidenfabrik.
1754 macht Aaron Samuel Gumperz, der Englisch- und Französischlehrer sowie Freund und Mentor Moses Mendelssohns, diesen mit dem Pfarrerssohn Gotthold Ephraim Lessing bekannt. Beide entwickeln während vieler Schachpartien und Gesprächen eine tiefe Freundschaft. Bereits mit seinen ersten Schriften erregt Mendelssohn Aufmerksamkeit und Widerspruch bei der Obrigkeit. Deshalb muss er sich dem Verhör beim Generalfiskal unterziehen, in dessen Ergebnis er die Stadt verlassen soll. Die Anklage gegen ihn wird jedoch fallengelassen, aber nicht aus Gerechtigkeit, wie ihm sein Freund Friedrich Nicolai mitteilt, sondern nur durch einen Zufall.
Als Mendelssohn eine Heiratserlaubnis beantragen will, wird sie ihm fast verwehrt, da es unterschiedliche Auffassungen über seinen Namen gibt. Mit dem Erwerb mehrere Figuren aus der, in der Entstehung begriffenen, Königlichen Porzellan-Manufaktur lassen sich diese Probleme jedoch aus der Welt schaffen. 1762 heiratet Moses Mendelssohn die Kaufmannstochter Fromet Guggenheim.

## Produktion
Der Film war eine der seltenen Gemeinschaftsproduktionen des Fernsehens der DDR und des bundesdeutschen Fernsehens. Er wurde Anfang Dezember 1981 in beiden deutschen Staaten ausgestrahlt.
Die Außenaufnahmen für diesen Farbfilm wurden in Görlitz und Bautzen gedreht.